# カスティリオーネ・ティネッラ
カスティリオーネ・ティネッラ（伊: Castiglione Tinella）は、イタリア共和国ピエモンテ州クーネオ県にある基礎自治体（コムーネ）。

## 地理

### 位置・広がり

#### 隣接コムーネ
隣接するコムーネは以下の通り。括弧内のATはアスティ県所属を示す。
- カロッソ (AT)
- カスタニョーレ・デッレ・ランツェ (AT)
- コアッツォーロ (AT)
- コスティリオーレ・ダスティ (AT)
- サント・ステーファノ・ベルボ

## 行政

### 分離集落
カスティリオーネ・ティネッラには、以下の分離集落（フラツィオーネ）がある。
- Balbi, San Carlo, San Giorgio, San Martino